# 第29回日本レコード大賞
第29回日本レコード大賞（だい29かいにほんレコードたいしょう）は、1987年（昭和62年）12月31日に日本武道館で行われた、29回目の『日本レコード大賞』である。

## 概要
第29回の大賞は、近藤真彦の「愚か者」に決定した。ジャニーズ事務所所属の歌手が受賞するのは近藤が初である。また今作の大賞には同事務所所属の光GENJIの曲である「STAR LIGHT」も大賞候補に挙がっていたが、デビュー曲であったために辞退した。大賞の審査は最終的に五木ひろし「追憶」との争いになり、僅差で決定した。ちなみに大賞の発表は、前年までの司会者であった森本毅郎が務めた。なお大賞受賞歌手に授与される副賞が車から賞金100万円に変更されるようになった。
史上初の3連覇が最大の焦点となった中森明菜と、オリコン年間シングルチャート1位の楽曲「命くれない」の瀬川瑛子はともに特別大衆賞となり、前者は「難破船」などで、後者は「命くれない」などで同賞を受賞した。同賞は、都はるみが受賞した第26回（1984年）以来3年ぶりの賞復活であった。
視聴率は0.4P下落の29.4%。30%台回復はならなかった。
この年から金賞の審査方法が変更され、審査員の討議制となった。
「愚か者」の大賞受賞については、「売上枚数よりも、財テクや狂乱地価に明け暮れた世相に対する批判的な面が買われた」と記載する文献がある。
この年の大賞受賞に関し、1987年11月25日の部門賞発表前に発行された『ザテレビジョン』（11/21-27）誌上では、アーティスト・セールスではトップである中森が順当であるというワーナー・パイオニア宣伝部の見解や、中森本人も陣営も賞獲りに積極的でなく、そのための運動を一切しないため心証として不利であるというスポーツ紙記者の見解、また、1位曲を持つ瀬川に、近藤や少年隊のジャニーズ勢と、古賀政男記念音楽大賞を受賞した五木との争いであるという審査員の見解、さらに、所属事務所の先輩後輩の関係から少年隊と近藤では近藤とその楽曲「泣いてみりゃいいじゃん」に優位があり、賞獲りへのこだわりを見せる五木陣営と近藤との対決が妥当という芸能誌デスクによる見解に加え、当時の竹下内閣の閣僚人事と同様に、派閥や金銭による影響を指摘した音楽評論家の泉卓の見解が掲載されている。最後に同誌は、「ファン不在の"音楽祭"にならぬよう熟慮が欲しい気はする。」と結んでいる。

### 近藤の受賞をめぐる騒動
授賞式直前に、前年死去した近藤真彦の母親の遺骨が何者かによって盗まれ、「レコード大賞を辞退しろ」などと書かれた脅迫状が近藤の所属レコード会社やジャニーズ事務所に送り付けられるという事件が起こった。しかし、年が明けた1月4日にこの事件を公にしたことでレコード大賞の審査の行方に影響はなかった（事件は既に時効を迎えており、2020年現在遺骨は未だに見つかっていない。TBS系列『中居正広の金曜日のスマたちへ』内で明かした）。

## 司会
- 関口宏
- 三雲孝江（当時TBSアナウンサー）

## 受賞作品・受賞者一覧

### 日本レコード大賞
- 「愚か者」
  - 歌手:近藤真彦
  - 作詞:伊達歩
  - 作曲:井上堯之
  - 編曲:戸塚修
  - 所属事務所:ジャニーズ事務所
  - レコード会社:CBSソニー

### 最優秀歌唱賞
- 「女の駅」
  - 歌手:大月みやこ

### 最優秀新人賞
- 立花理佐（曲:「キミはどんとくらい」）

### アルバム大賞
- 「LICENSE」
  - 歌手:長渕剛 - 7年ぶり2度目。

### 特別大衆賞
- 瀬川瑛子（曲:「命くれない」など）
- 中森明菜（曲:「難破船」など）

### ベストアーティスト賞
- 少年隊（曲:「バラードのように眠れ」）

### 金賞
- 「命くれない」
  - 歌手:瀬川瑛子
- 「愚か者」
  - 歌手:近藤真彦 - 2年連続4度目。
- 「君だけに」
  - 歌手:少年隊
- 「追憶」
  - 歌手:五木ひろし - 4年連続8度目。前身の歌唱賞を合わせると13度目。
- 「難破船」
  - 歌手:中森明菜 - 4年連続4度目。
- 「濡れた髪のLonely」
  - 歌手:池田聡
- 「Marionette -マリオネット-」
  - 歌手:BOØWY
- 「無錫旅情」
  - 歌手:尾形大作
- 「夫婦善哉」
  - 歌手:石川さゆり - 2年連続3度目。
- 「六本木純情派」
  - 歌手:荻野目洋子 - 2年連続2度目。

### 新人賞（最優秀新人賞ノミネート）
- 酒井法子（曲:「ノ・レ・な・いTeen-age」）
- 坂本冬美（曲:「あばれ太鼓」）
- 立花理佐（曲:「キミはどんとくらい」）
- 畠田理恵（曲:「人見知り」）
- BaBe（曲:「I Don't Know!」）

### 優秀歌唱賞（最優秀歌唱賞ノミネート）
- 「冬の孔雀」
  - 歌手:柏原芳恵 - 3年連続3度目。
- 「渡り鳥」
  - 歌手:三沢あけみ
- 「なみだの桟橋」
  - 歌手:松原のぶえ

### 優秀アルバム賞
- 『I'm Here』
  - 歌手:小比類巻かほる
- 『elfin』
  - 歌手:今井美樹
- 『CRIMSON』
  - 歌手:中森明菜 - 2年ぶり3度目。
- 『GROOVIN'』
  - 歌手:久保田利伸
- 『246コネクション』
  - 歌手:荻野目洋子
- 『BEAT EMOTION』
  - 歌手:BOØWY
- 『missing』
  - 歌手:池田聡
- 『LICENSE』
  - 歌手:長渕剛 - 単独賞時代のアルバム大賞を合わせると7年ぶり2度目。
- 『REQUEST』
  - 歌手:竹内まりや
- 『LISTEN! BARBEE BOYS 4』
  - 歌手:BARBEE BOYS

### 作曲賞
- 「愛しき日々」（歌:堀内孝雄）
  - 作曲:堀内孝雄
- 「雪國」（歌:吉幾三）
  - 作曲:吉幾三

### 編曲賞
- 「愚か者」（歌:近藤真彦）
  - 編曲:戸塚修

### 作詩賞
- 「人生いろいろ」（歌:島倉千代子）
  - 作詞:中山大三郎

### 特別賞
- 石原裕次郎
- 喜多郎

### 企画賞
- ワーナー・パイオニア(株)ならびにメリー喜多川『童謡〜Magical Tour』少年隊
- トーラスレコード(株)『流氷情話』牧村三枝子
- キングレコード(株)『サンセット・セレナーデ』

## TV中継スタッフ
- 運営プロデューサー：青柳脩、斎藤正人、久保嶋教生、塩川和則
- 構成：長束利博、腰山一生、下尾雅美/杉山王郎
- 音楽：ボブ佐久間
- 指揮：高橋達也
- 演奏：高橋達也と東京ユニオン、ベストアンサンブル/YAMATO、Je Reviens
- コーラス：フィーリング・フリー、ミュージックメン
- 踊り：名倉ジャズダンススタジオ、オパール
- 振付：家城比呂志
- スタッフ
  - 技術：佐藤満
  - 映像：佐藤秀樹
  - カラー調整：山中正弘
  - 音声：椎木洋次
  - 照明：塚田剛太郎
  - 音響：平田研吉
  - 美術制作：和田一郎
  - 美術デザイン：三原康博、浦上憲司
  - 演出スタッフ：梅沢凡、保坂幸正、豊原隆太郎、桂邦彦、三角英一、三田村泰宏、村上研介、利根川展、丹羽多聞（現・丹羽多聞アンドリウ）、宮本真樹
- OA・サブ
  - 技術：中村秀夫
  - カラー調整：松浦卓雄
  - 音声：吉田克弥
  - 演出：岩原貞雄
- 審査会場
  - 技術協力：東通
  - 演出：荒井昌也
- プロデューサー：塩川和則
- 舞台監督：岩村隆史
- 中継ディレクター：難波一弘
- 演出：石川眞実
- 製作著作：TBS
- 主催：社団法人 日本作曲家協会、日本レコード大賞制定委員会、日本レコード大賞実行委員会